# Leichtathletik-Europameisterschaften 1950/4 × 400 m der Männer

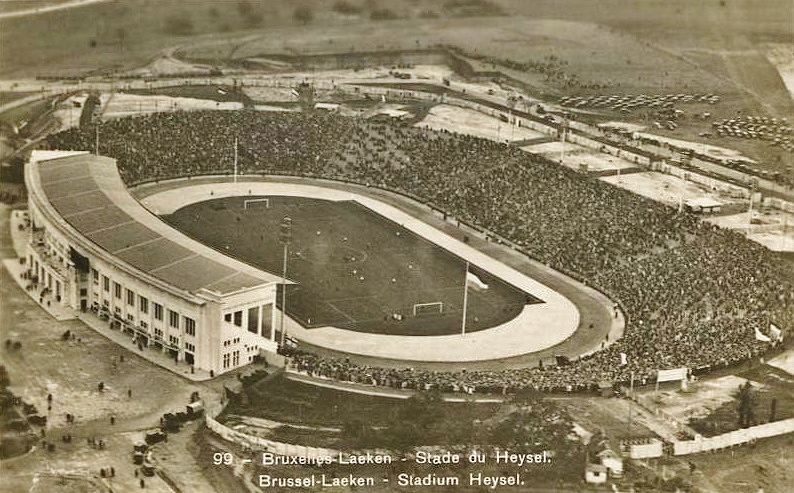
Das Brüsseler Heysel-Stadion in einer Luftaufnahme von 1935

Die 4-mal-400-Meter-Staffel der Männer bei den Leichtathletik-Europameisterschaften 1950 wurde am 26. und 27. August 1950 im Heysel-Stadion der belgischen Hauptstadt Brüssel ausgetragen.
Europameister wurde Großbritannien in der Besetzung Martin Pike, Leslie Lewis, Angus Scott und Derek Pugh. Italien gewann die Silbermedaille mit Baldassare Porto, Armando Filiput, Luigi Paterlini und Antonio Siddi. Bronze ging an Schweden (Gösta Brännström, Tage Ekfeldt, Rune Larsson, Lars-Erik Wolfbrandt).

## Rekorde

### Bestehende Rekorde
| Weltrekord           | 3:08,2 min | USA (Ivan Fuqua, Edgar Ablowich, Karl Warner, Bill Carr)                          | OS Los Angeles, USA    | 7. August 1932    |
| Europarekord         | 3:09,0 min | Großbritannien (Freddie Wolff, Godfrey Rampling, Bill Roberts, Godfrey Brown)     | OS Berlin, Deutschland | 8. August 1936    |
| Meisterschaftsrekord | 3:13,7 min | Deutsches Reich (Hermann Blazejezak, Manfred Bues, Erich Linnhoff, Rudolf Harbig) | EM Paris, Frankreich   | 5. September 1938 |

### Rekordverbesserung
Europameister Großbritannien verbesserte den bestehenden EM-Rekord im Finale am 27. August in der Besetzung Martin Pike, Leslie Lewis, Angus Scott und Derek Pugh um 3,5 Sekunden auf 3:10,2 Minuten. Zum Europarekord fehlten 1,2 Sekunden, zum Weltrekord genau zwei Sekunden.

## Vorrunde
26. August 1950
Die Vorrunde wurde in zwei Läufen durchgeführt. Die ersten drei Staffeln pro Lauf – hellblau unterlegt – qualifizierten sich für das Finale.

### Vorlauf 1
| Platz | Staffel        | Besetzung                                                       | Zeit (min) |
| ----- | -------------- | --------------------------------------------------------------- | ---------- |
| 1     | Schweden       | Gösta Brännström Tage Ekfeldt Rune Larsson Lars-Erik Wolfbrandt | 3:17,4     |
| 2     | Großbritannien | Martin Pike Leslie Lewis Angus Scott Derek Pugh                 | 3:18,4     |
| 3     | Sowjetunion    | Pawel Kijanenko Gennadij Modoi Heino Potter Sergej Komarow      | 3:18,6     |
| 4     | Belgien        | Albert Lowagie Jean-Baptiste Peeters Oscar Soetewey Marcel Dits | 3:19,4     |

### Vorlauf 2
| Platz | Staffel     | Besetzung                                                            | Zeit (min) |
| ----- | ----------- | -------------------------------------------------------------------- | ---------- |
| 1     | Italien     | Baldassare Porto Armando Filiput Luigi Paterlini Antonio Siddi       | 3:15,2     |
| 2     | Finnland    | Jaakko Suikkari Lennart Lindberg Ragnar Graeffe Rolf Back            | 3:16,4     |
| 3     | Frankreich  | René Leroux Francis Scheweita Jean-Paul Martin du Gard Jacques Lunis | 3:16,8     |
| 4     | Jugoslawien | Marko Racić Branko Stanković Zvonko Sabolović Lazar Milosevski       | 3:19,2     |
| 5     | Niederlande | Jan Hofmeester Frans Buys Constant Mahieu Harry de Kroon             | 3:19,4     |

## Finale
27. August 1950
| Platz | Staffel        | Besetzung                                                            | Zeit (min) |
| ----- | -------------- | -------------------------------------------------------------------- | ---------- |
| 1     | Großbritannien | Martin Pike Leslie Lewis Angus Scott Derek Pugh                      | 3:10,2 CR  |
| 2     | Italien        | Baldassare Porto Armando Filiput Luigi Paterlini Antonio Siddi       | 3:11,0     |
| 3     | Schweden       | Gösta Brännström Tage Ekfeldt Rune Larsson Lars-Erik Wolfbrandt      | 3:11,6     |
| 4     | Frankreich     | René Leroux Francis Scheweita Jean-Paul Martin du Gard Jacques Lunis | 3:11,6     |
| 5     | Sowjetunion    | Pawel Kijanenko Gennadij Modoi Heino Potter Sergej Komarow           | 3:15,4     |
| 6     | Finnland       | Jaakko Suikkari Lennart Lindberg Ragnar Graeffe Rolf Back            | 3:16,6     |